# Stephen Oppenheimer
Stephen Oppenheimer (* 1947), médico británico, miembro del Green College de la Universidad de Oxford y miembro honorario de la escuela de Liverpool de medicina tropical, realiza y publica su investigación en el campo de la genética.
A partir de 1972 Oppenheimer ha trabajado como pediatra clínico en Malasia, Nepal y Papúa Nueva Guinea. A partir de 1979 se movió en la investigación médica y la enseñanza, con posiciones en la escuela de Liverpool de medicina tropical, de la universidad de Oxford, de un centro de investigación en Kilifi, de Kenia y del Universiti Sains Malasia en Penang. De 1990 a 1994 sirvió como presidente y jefe del servicio clínico en el departamento de la pediatría en la universidad china de Hong Kong. Entre 1994 y 1996 trabajó como pediatra en Brunéi.
Oppenheimer volvió a Inglaterra en 1996, y comenzó una segunda carrera como investigador y escritor de ciencia popular en prehistoria humana. Sus libros sintetizan genéticas humanas con arqueología, antropología, lingüística y folklore.

## Obras
- The Origins of the British - A Genetic Detective Story. 2006, Constable and Robinson. ISBN 1-84529-158-1.
- Out of Eden. 2004, Constable and Robinson ISBN 1-84119-894-3 (En Gran Bretaña lo publicó Carroll & Graf con el título The Real Eve ISBN 0-7867-1334-8)
- Eden in the East. 1999, Phoenix (Orion)  ISBN 0-7538-0679-7
- Los senderos del Edén: orígenes y evolución de la especie humana. Editorial Crítica. 2006. ISBN 978-84-8432-801-8.